# Parijs-Rennes
Parijs-Rennes was een wielerwedstrijd tussen de Franse steden Parijs en Rennes. De wedstrijd werd georganiseerd in 1902 en vervolgens van 1927 tot 1939. 

## Erelijst
- 1902 -  Louis Trousselier
- 1927 -  Raymond De Corte
- 1928 -  Nicolas Frantz
- 1929 -  Aimé Deolet
- 1930 -  Paul Le Drogo
- 1931 -  Emile Joly
- 1932 -  Albert Barthélémy
- 1933 -  René Le Greves
- 1934 -  Alfons Schepers
- 1935 -  Georges Speicher
- 1936 -  Manuel Garcia
- 1937 -  Albert Beckaert
- 1938 -  Raymond Louviot
- 1939 -  Sylvain Marcaillou

## Bron
- Mémoire du cyclisme